# La Femme aux serpents
La Femme aux serpents est un récit autobiographique de Nicole Viloteau.

## Résumé
Certains dorment avec un ours en peluche. Nicole Viloteau, elle, dort avec des serpents. Elle les réchauffe, les caresse, les soigne... Car elle les aime.
Cette passion peu commune a commencé très tôt : petite fille, déjà, elle apprivoise lézards et couleuvres. Et déjà elle sait qu'on ne l'enfermera pas dans un bureau : elle aime trop le ciel, le soleil, la terre.
Adulte, elle tient sa promesse, et même la morsure d'un serpent à sonnettes ne parvient pas à la décourager. Elle parcourt l'Afrique, l'Amazonie, l'Australie pour capturer vipères, crotales, taipans et les photographier dans leur milieu naturel, partageant la vie des indigènes, où elle subit la soif, la faim et la peur.

## Édition
- Nicole Viloteau, La Femme aux serpents, J'ai lu n° 2022, 1986, 345 p.  (ISBN 2277220221). Rééd. 2000  (ISBN 2290309451).